# Ognjen Dobrić
Pour les articles homonymes, voir Dobrić.
Ognjen Dobrić est un joueur serbe de basket-ball né le 27 octobre 1994 à Knin, en Croatie. Il a remporté avec l'équipe de Serbie la médaille de bronze du tournoi masculin aux Jeux olympiques d'été de 2024, organisés à Paris.